# Shenasnameh

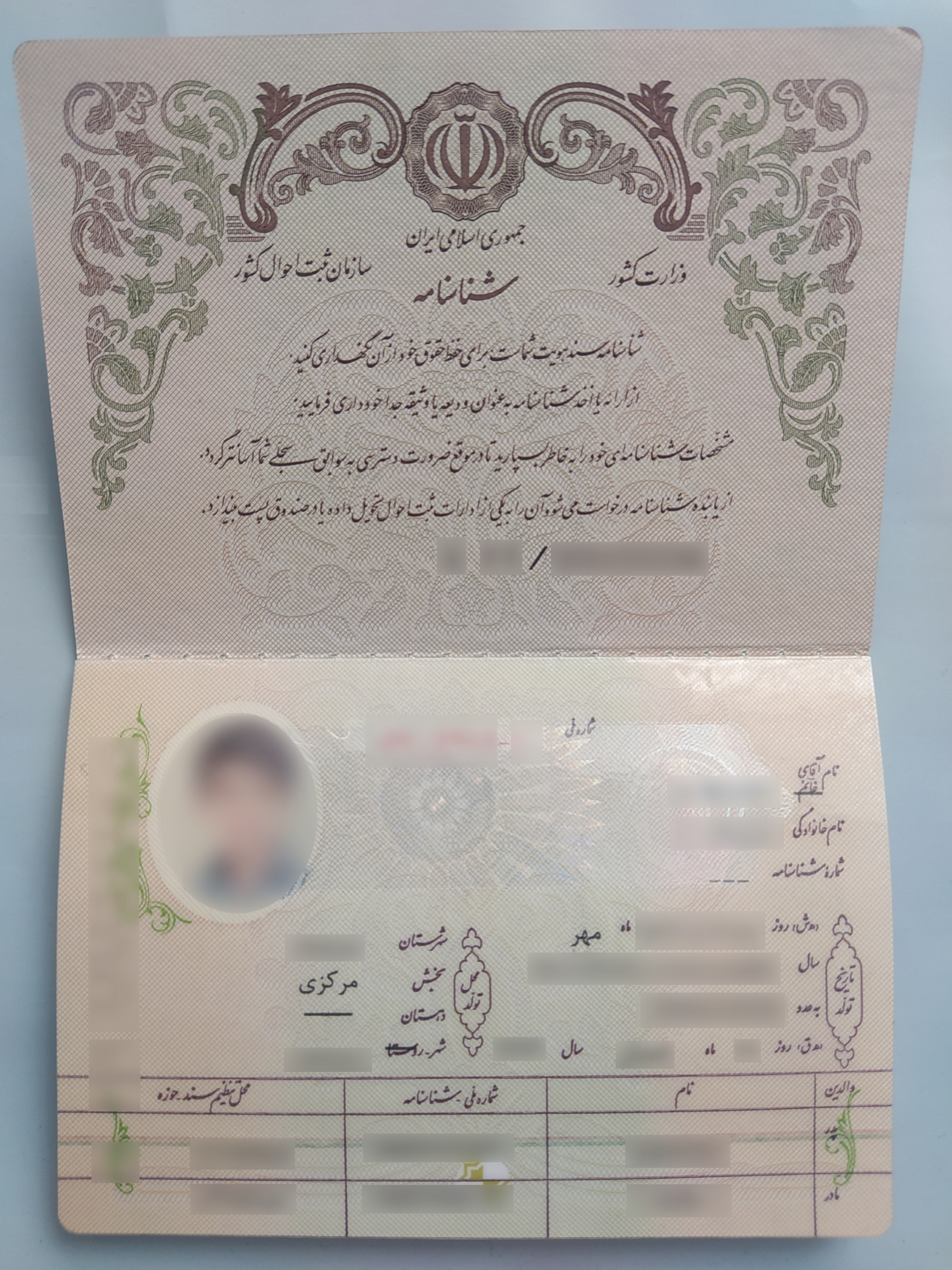

Shenasnameh kallas en typ av identitetshandling som används i Iran. De började utfärdas 1925 och utfärdas för alla iranska medborgare oavsett var de bor. Shenasnameh är en liten bok med familjeuppgifter och ett unikt identitetsnummer för personen som behålls hela livet (likt personnummer). Gamla shenasnameh från shahtiden byttes i regel ut under 1990-talet, de gamla hade ett lejon utanpå medan de nya har den kalligrafiska texten Allah.